# 김문수 (1955년)
김문수(金文守, 1955년 1월 17일 ~ )는 대한민국의 세무공무원이다.

## 학력
- 경남공업고등학교 졸업
- 고려대학교 경제학 학사
- 아메리칸 대학교 대학원 경제학 석사

## 경력
- 1983년 : 제25회 행정고시
- 2002년 : 재정경제부 재산세제과장
- 2005년 : 재정경제부 부동산실무기획단 부단장
- 2008년 : 중부지방국세청 세원관리국장
- 2009년 : 서울지방국세청 납세지원국장
- 2009년 : 국세청 소득지원국장
- 2010년 : 국세청 차장
- 세제발전 심의위원회 비상임 심판관
- 조세심판원 비상임심판관
- 2015년 3월 ~ 2018년 3월 : ㈜한익스프레스 감사
- 2018년 3월 ~ 2024년 3월: LG화학 사외이사 겸 감사위원
  - LG화학 감사위원회 위원
  - LG화학 ESG위원회 위원
  - LG화학 사외이사후보추천위원회 위원
  - LG화학 내부거래위원회 위원장
- 2019년 3월 ~ : 한진 사외이사 겸 감사위원
- 한진 보상위원회 위원장
- 한진 ESG위원회 위원
- 기획재정부 세제발전심의위원회 위원

## 수상
- 1995년 : 근정포장